# Калифорнийски пъдпъдък
Калифорнийските пъдпъдъци (Callipepla californica), наричани също качулати пъдпъдъци, са вид средноголеми птици от семейство Odontophoridae.
Разпространени са в сухи ливади и храсталаци в западните части на Северна Америка, от Британска Колумбия до полуостров Калифорния, на надморска височина до 2450 метра. Достигат дължина от 23 – 25 сантиметра. Хранят се главно със семена на тревисти растения.